# YASS
YASS（ヤス、1965年9月2日 - 2024年5月21日）は、日本のロックミュージシャン。シンガーソングライター、ロックバンド“LORAN”ヴォーカリスト、作詞・作曲家、音楽プロデューサー。アムリタレコード代表。
広島県広島市出身。血液型はB型。乙女座。

## 来歴
1990年にロックバンド「LORAN」としてファンハウスよりメジャーデビュー。卓越したボーカルと圧倒的な演奏力で音楽シーンに衝撃を与える。年間200本近いライブツアーをこなし、ライブバンドとしての地位を確立。
日本国内にとどまらず、オーストラリアのシドニー市庁舎「タウン・ホール」でのライブも成功させる。「明日が輝く場所へ」「もう一度伝えたい」などのヒット曲を含むシングル12枚、フルアルバム5枚、ミニアルバム1枚を発売。
1995年6月に活動休止。その後、恩師である財津和夫に声をかけられ、ツアーサポートメンバー（コーラス、ギター）として4本のツアーに参加。
その後、ソロとしてライブ活動を開始。のちに新しい刺激を求めて、ストリートライブを始める。
ストリートライブの際に、ライブハウスやホールコンサートのチケットを手売りしたことがあり、赤坂BLITZ（1999年7月19日）や渋谷公会堂（2000年1月20日）の公演は完売、満員の盛況であった。各音楽シーンから話題を呼び、一躍「ストリートのカリスマ」として、全国のストリートミュージシャンにその名前が知れ渡る。
2000年
- 浜田省吾の自伝をテレビドラマ化した『19〜ナインティーン〜』（TBS系全国放送）の音楽監督を務め、主題歌「路上の詩」を自ら書き下ろし歌った。
- 全国のストリートミュージシャンが一同に会するイベント「代々木ハードフォークジャンボリー」をプロデュース。Vol.4まで開催。500組が参加。

2001年
- 優香とMCを担当した『ミュージックプレミアム』（フジテレビ）スタート。

2002年
- ストリートアーティストを応援、紹介していく音楽情報番組『THE STREET FIGHTERS』（テレビ朝日系全国放送）を立ち上げから参加。番組ナビゲーター＆音楽プロデューサーを務める。沖縄のHY、「青いベンチ」のサスケなど多くのブレイクアーティストを輩出。番組は10年間続き、オンエアは500回を超えた（参加アーティストは3000組） 。

2002年
- パリ音楽祭に日本のストリートミュージシャンの代表として参加（レニー・クラビッツetc出演）。

2003年
- ぶんやともあき1stアルバム『笑っていこう』をプロデュース。その後、全アルバムを手がける。

2004年
- ライフワークでもあるピースパフォーマンス「愛を歌おう」でフジロックに2004年、2005年と2年連続で出演。また、ストリートエリアのプロデュースも担当。

2005年
- ダイアモンド☆ユカイとのユニット“Peter&pan”を結成。ライブを行う。
- 自身のプロデュースイベント「歌族会議」など、ライブ活動も精力的に行う。

2006年
- 12月、11年ぶりのフルアルバムをリリースし、LORANが復活。その後 コンスタントに活動。オリジナルメンバーでデビュー25周年を迎えた。

2007年
- RCCラジオ『ザ★横山雄二ショー』でアナウンサーの横山雄二とユニット「ヨコヤマとヤスシ」を結成し活動。「ひまわり」「らぶれたぁ」の楽曲も提供した。

2010年
- 友人である俳優の相島一之とバンド“相島一之＆The Blues Jumpers”を結成。1stアルバムの帯には三谷幸喜がコメントを寄せる。下北沢を中心に単独ライブ、役者仲間の陣内孝則や六角精児をゲストに迎えてのライブは盛況。「カタツムリのジャブ」のMVには、三谷幸喜、六角精児、船越英一郎、中井貴一、ぐっさん、袴田吉彦、尾野真千子、石黒賢、釈由美子、小澤征悦、藤原竜也、立川志らく、ミッキー・カーチス等が友情出演。話題となる。
- 女性シンガーソングライター日食なつこの初アルバム『LAGOON』をプロデュース。

2011年
- アイドルユニット『ぱすぽ☆』ロック化計画をプロデュース。

2012年
- 音楽番組『musicる TV』（ミュージクる ティーヴィー、テレビ朝日系列24局放送）の立ち上げに参加。音楽プロデューサーを務める。
- 小学生シンガーソングライター“水谷ゆう”（オスカープロモーション所属）『いっぱいだいすき』をプロデュース。ユニバーサルミュージックジャパンよりリリース。

2013年
- AMラジオ『チャリティミュージックソン』テーマ曲「メロディ」を提供。現在もクリスマスシーズンにはラジオから流れている。

2014年
- サスケの再結成を完全プロデュース。大ヒット曲『青いベンチ』のリバイバルを含むアルバムや、オリンピック競泳メダリスト“瀬戸大也選手”公式応援ソング『エールソング』などをユニバーサルミュージックジャパンよりリリース。

2015年
- オール広島ロケの映画、横山雄二監督作品『浮気なストリッパー』で音楽監督と主題歌を担当。

2016年
- 財津和夫のツアーサポートメンバーが20年ぶりに集結し、TULIPのカヴァーバンド“THE CRICKETS”を結成。同年、8月31日に初ライブ。それぞれ第一線で活躍するミュージシャン達によるパフォーマンス、チューリップカバーセッションは好評を博した。パーマネントバンドとして活動していくことを発表。

2017年
- 新人監督映画祭 〜NEW DIRECTORS  FILM  FESTIVAL〜のテーマソングを手がけレッドカーペットを歩く。

2018年
- 盟友の陣内大蔵とエイベックス内に新レーベルFHRを立ち上げる。

2019年
- 5月、陣内大蔵&YASSのアルバム『SweetDreams』リリース。
- 6月、THE CRICKETS『We are THE CRICKETS』リリース。
- 8月、YASS全曲書き下ろしによるミュージカル『海の向こう』（演出：水野里香）上演。

2020年
- 声優（桐本拓哉・西村太佑・山口勝平）、漫画家（武村勇治・黒丸）、音響ディレクター（児玉拓己）、モーションコミッククリエイター（三浦大輔）、ミュージシャン（YASS）の8人からなるアート集団『キャセイ・ミューディマン』を結成。「Moving cartoon（動く漫画）」という手法を使ったオリジナルアート作品『屯鎮漢』を制作、発表。
- 家電量販店「100満ボルト」のテーマソングを作詞作曲、プロデュース。
- 加藤雅也主演の映画『愚か者のブルース』の音楽監督を依頼されサウンドトラック制作。同名タイトルの主題歌『愚か者のブルース』を作詞作曲。LORANとしてリリース。

2021年
- プロデュースするバンド“あたらよ"「10月無口な君を忘れる」のMV再生回数5千万回突破。YouTubeトータル再生回数1億を超える。
- 東京電力ホールディングス株式会社と株式会社dotとのコラボレーションによる地域活性化キャンペーンソング『発見！ふくしまの歌』を作曲、プロデュース。

2022年
- 株式会社エディオンのキャンペーンソング『エディオンアプリテーマソング』を作詞作曲、プロデュース。
- 「チョーキューメイ」プロデュース。以降、現在まで全楽曲をプロデュース。
- 6月、プロデュースするチョーキューメイがドラマ『あせとせっけん』の主題歌であるヒット曲「3月の花嫁」を含むアルバム『するどいささくれ』リリース。

2023年
- プロデュースするアーティスト・チョーキューメイの『貴方の恋人になりたい』がTikTokでの楽曲再生10億回を突破する。韓国の1位をはじめ、台湾、タイ、カンボジアなどでもチャートイン。
- 10月、映画『愚か者のブルース』サウンドトラック（17曲入り）をポニーキャニオンからリリース。

2024年
- 5月21日、膵臓がんにより死去。58歳没。訃報は5月25日にYASSの公式SNSにて発表された[2][3]。

## 人物
YASSソロ、LORAN、そしてギタリストとしての“相島一之＆The Blues Jumpers”や財津和夫公認のチューリップカバーバンド“THE CRICKETS”と、ライブシーンの真っ只中で生きながら、多くのアーティストをプロデュースした。映画やアニメの音楽も多く手掛け、海外からの評価も高まる。

## ディスコグラフィ

### シングル
1. 路上の詩（2000年、CCR-20001） 1st
2. ワンダーマンに告ぐ（2000年、CCR-00720）
YASSがプロデュースしたイベント「代々木ハードフォークジャンボリー」のテーマソング
3. 愛を歌おう SHIBUYA PEACE PERFORMANCE YASS（2003年）2nd
YASSが中心となるピースパフォーマンス「愛を歌おう」で無料配布されたCD
4. ビー玉くらいの倖せ（2004年） FAN CLUB 限定発売
5. 夢に見た丘へ（2005年） FAN CLUB 限定無料配布
6. Happy X'mas Day（2005年 BOSS-0002） 3rd
パキスタン地震の被害にあった子供たちの為に作られたチャリティーCD

### アルバム

#### オリジナル・アルバム
1. YASS（1999年、CCR-99719） ミニアルバム
2. きみのうた（2005年、BOSS-0001） 1stフルアルバム
ソロ初のフルアルバム。

#### ライブ・アルバム
1. YASS ワンマンLIVE-赤坂BLITZ-（1999年、CCR-00120） 1999年7月19日赤坂BLITZワンマンLIVEの模様を収録

### DVD
1. みちばたのうた（2006年、BOSSD-0001） DOCUMENTARY DVD。ストリートライブの手売りだけで一杯にしたライブ"赤坂BLITZ"から"渋谷公会堂"までの軌跡

### コラボ

#### ヨコヤマとヤスシ
RCC中国放送アナウンサー横山雄二との2人組ユニット
シングル
1. ひまわり/らぶれたぁ（2008年、1000枚限定 広島限定発売）
2. ふるさと（2014年）『広島の空』に収録
3. ガンバレ!（2018年）平成30年7月豪雨災害支援CD『広島の空 / ガンバレ!』に収録

#### 陣内大蔵＆YASS
1. 月に証した（2018年2月12日、iTunes、Amazon、music.jp、AWA等で配信）
2. Brand New Morning（2018年10月、配信）

## 出演
テレビ
- THE STREET FIGHTERS（2002年、テレビ朝日系全国24局ネット音楽情報番組） - ナビゲーター
- テレビ版『浮気なストリッパー』（2014年1月11日、RCCテレビ） - アーティスト 役

ラジオ
- RCCラジオ・チャリティー・ミュージックソン（2017年12月24日、中国放送（RCCラジオ））